# Локальная ненасыщаемость
Локальная ненасыщаемость (англ. local nonsatiation, LNS) — свойство потребительских предпочтений, означающее, что для любого товарного набора всегда найдётся произвольно близкая к нему более предпочтительная альтернатива. Дополнительное требование — хотя бы один из товаров должен предпочитаться в большем количестве.
Свойство локальной ненасыщаемости предпочтений является стандартным в микроэкономике и достаточным требованием, чтобы решение задачи потребителя (максимизации полезности при бюджетном ограничении) удовлетворяло бюджетному ограничению в форме равенства (то есть максимум функции полезности достигается на границе бюджетного множества). Для локально ненасыщаемых предпочтений задача максимизации полезности и задача минимизации расходов дают эквивалентные решения (двойственность) и выполнено в частности тождество Роя. Для экономики с локально-ненасыщаемыми предпочтениями выполнен закон Вальраса, а также выполнена первая теорема благосостояния — любое равновесие по Вальрасу является Парето-оптимальным.

## Формальное определение
Если {\displaystyle X} — множество потребительских возможностей (наборов, альтернатив), то локальная ненасыщаемость означает, что для любого {\displaystyle x\in X} и любого {\displaystyle \varepsilon >0} существует {\displaystyle y\in X} такой, что {\displaystyle \|y-x\|\leq \varepsilon } и {\displaystyle y} предпочтительнее {\displaystyle x} (то есть в любой окрестности набора {\displaystyle x} существует более предпочтительный набор). 
Локальная ненасыщаемость является более слабым требованием к предпочтениям, чем монотонность, так как из монотонности следует локальная ненасыщаемость, а обратное, вообще говоря, неверно.
Локальная ненасыщаемость не требует, чтобы все товары предпочитались в большем количестве, то есть допускается, что более предпочтительный набор из окрестности данного набора, может содержать меньшее количество товаров. Тем не менее, предполагается, что по крайней мере один товар должен предпочитаться в большем количестве — в противном случае точка x = 0 окажется пиком предпочтений.
Локальная ненасыщаемость может наблюдаться на неограниченном, открытом множестве потребительских возможностей (то есть оно не может быть компактом), либо на подмножествах ограниченного множества, существенно отдалённых от его границы.